# Гимназија „Јован Скерлић” Владичин Хан
 Гимназија „Јован Скерлић” је школа која се налази у улици Моше Пијаде 21 у Владичином Хану. Основана је 1961. године и једина је гимназија у општини.

## Опште информације
Школа ради у две смене, наизменично са Техничком школом, а располаже са 3431,12 м2 школског простора, фискултурном салом са 1800 м2, школским двориштем од 13809 м2.
У оквиру школе налазе се кабинети за физику, хемија, биологију, рачунарство и информатику, као и библиотека са читаоницом која поседује преко 10.000 књига, укључујући белетристику, стручну литературу и стручне часописе.
У школи раде бројне секције: научно-истраживачке (математичка, физичка, биолошка, хемијска, географска); научно-техничке (фотосекција, програмерска); културно-уметничке (рецитаторска, литерарна, драмска); секције за стране језике; ликовна и историјска. Школа има и свој хор, а којим руководи професор музичке културе. Поред ових у школи постоје и спортско-рекреативне секције (одбојкашка, кошаркашка и рукометна).
Носи име по Јовану Скерлићу, српском књижевнику и књижевном критичару. Дан школе обележава се 15. маја.

## Историјат
После једногодишњих припрема, 6. септембра 1961. године почела је са радом прва генерација гимназијалаца у Владичином Хану, и то као истурено одељење Гимназије „Бора Станковић” из Врања. Те школске 1961/62. године уписано је у два одељења првог разреда 80 ученика, а уписивани су без пријемног испита.
Наставу jе изводило у току те прве године, 15 професора и наставника из основних школа из Владичиног Хана, Сурдулице и Гимназије из Врања. Први директор тадашње Гимназије је био професор српског језика Јован Јањић.
Школске 2006/07. године школа је радила са 15 одељења у којима је било 363 ученика. Наставу је обављало око 40 професора од којих су неки радили и у другим школама.